# Maurits Naessens
Maurits Naessens (Antwerpen, 26 september 1908 - Meise, 5 september 1982) was een Belgisch bankier. Hij werd ook bekend als mecenas in de culturele sector en kunstverzamelaar.

## Bankier
Hij werd geboren in het gezin van de uit Oostkamp afkomstige Antwerpse stadsbode Ivo Naessens (Beernem, 1882) en diens echtgenote, die conciërge was. Van eenvoudige komaf kon hij zijn latere loopbaan uitbouwen door aanvankelijk te gaan werken en tegelijkertijd te studeren. Zo was Maurits Naessens matroos en werkte hij in een expeditiekantoor. Hij volgde achtereenvolgens handelswetenschappen aan de Rijkshandelshogeschool te Antwerpen, politieke wetenschappen aan de Université libre de Bruxelles en economische wetenschappen aan de UGent.
Naessens noemde zichzelf een socialist en ging na zijn studies in dienst bij Nationaal Actiebureau voor het Plan van de Arbeid van Hendrik De Man, die een blijvende invloed op hem zou uitoefenen. Tijdens de Tweede Wereldoorlog was Naessens waarnemend directeur van het ministerie van financiën, om na de oorlog inspecteur-generaal te worden van de economische zendingen in het buitenland. Vanaf 1947 was hij directeur van de Algemene Spaar- en Lijfrentekas (ASLK), een openbare instelling die later opging in Fortis. In die periode was hij tevens directeur van de Nationale Kas voor Oorlogspensioenen.

## Mecenas
Vanaf 1950 ging hij definitief aan de slag bij de Bank van Parijs en de Nederlanden, die een filiaal was van de Banque de Paris et des Pays-Bas of kortweg Paribas. Onder zijn impuls werd de bank uitgebouwd tot een grote speler in België, en van toen af begon hij met steun aan jonge kunstenaars. 
Historische panden werden aangekocht en grondig gerestaureerd, zoals het Huis Osterrieth in Antwerpen en het Bochalz-Hotel in Luik.
Ondertussen werd begonnen met de aanleg van een uitgebreide kunstverzameling die na enkele fusies van banken via Artesia bij Belfius terechtkwam. Naessens was ook een groot liefhebber van moderne kunst en verzamelde veel werk uit de Latemse Scholen, van Constant Permeke tot Gust De Smet. Zijn mecenaat was niet geheel belangeloos; hij wist dat aanzienlijke aankoop van werken van - al of niet terecht - onbekende kunstenaars, de prijs van die werken, en aldus de waarde van het oeuvre, niet alleen voor de kunstenaars, maar ook voor de bezitter zou opdrijven
Bovendien was Maurits Naessens de stichter of de bezieler van verschillende organisaties binnen de culturele wereld zoals het Mercatorfonds, Ons Erfdeel en de Christoffel Plantin Prijs. Tevens werd er een prijs naar hem genoemd met de bedoeling een kunstenaar te bekronen of in de kijker te plaatsen.

## Eerbetoon
Naessens werd bij herhaling gehuldigd. Hij kreeg volgende eerbetuigingen:
- de Rembrandt Preis, Wolfgang von Goethe Stiftung, Salzburg (1968);
- de Gouden Griffioen (1970);
- de 'Plaquette d'Honneur' van de stad Luik;
- het lidmaatschap van de Europese eresenaat (1972);
- het ereburgerschap van Luik (1976);
- de titel van doctor of human letters, Coe College, Detroit (1974).

## Anekdote
Toen Naessens in de documentaire Het Koninkrijk België N.V. (VPRO,1978) vanuit zijn werkkamer, gelegen op de bovenste verdieping van het hoofdkantoor van 'zijn' bank Paribas nabij het Rogierplein te Brussel, die hij, hoewel reeds met pensioen nog steeds mocht gebruiken, de filmmaker Theo Uittenbogaard tevreden wees op de laatste restanten van de hoerenbuurt, ver beneden aan de voet van het gebouw, die mede door zijn toedoen zou verdwijnen als gevolg van het grote kantorenproject 'Manhattan' in het Brussels Noordkwartier, verklaarde hij: "De psychiater van mijn vrouw zegt dat ik nooit volwassen geworden zij!"